# Charles Thompson
Charles Thompson (21. března 1918 Springfield, Ohio, USA – 16. června 2016, Tokio, Japonsko) byl americký jazzový klavírista.
Svou profesionální kariéru zahájil již v nízkém věku; ve dvanácti hrál například s klavíristou Benniem Motenem. V letech 1944 až 1945 hrál v kapele Colemana Hawkinse a Howarda McGhee. Během své kariéry hrál s mnoha dalšími hudebníky, mezi které patří Paul Gonsalves, Charlie Parker, Harold Ashby, Dexter Gordon, Paul Quinichette a J. C. Heard. Často býval nazýván Sir Charles Thompson, což jako první začal používat saxofonista Lester Young. Je autorem jazzového standardu „Robbins' Nest“.